# Hondurashechtschijfvleermuis
De hondurashechtschijfvleermuis (Thyroptera discifera)  is een zoogdier uit de familie van de hechtschijfvleermuizen (Thyropteridae). De wetenschappelijke naam van de soort werd voor het eerst geldig gepubliceerd door Lichtenstein & Peters in 1855.

## Voorkomen
De soort komt voor in Bolivia, Brazilië, Colombia, Costa Rica, Ecuador, Frans-Guyana, Guyana, Nicaragua, Panama, Peru, Suriname en Venezuela.